# Bilanga (departamento)
Bilanga es un departamento de la provincia de Gnagna, en la región Este, Burkina Faso. A 1 de julio de 2018 tenía una población estimada de 133 660 habitantes.
Se encuentra ubicado en el sur de la provincia. Su chef-lieu es Bilanga.

## Localidades
Comprende 66 localidades:
- Balamanou
- Banga
- Bartiboagou
- Benhourgou
- Bilamperga
- Bilamperga-Peulh
- Bilanga (chef-lieu)
- Bilanga-Yanga
- Bilanga-Yanga-Peulh
- Bossongri
- Botou
- Boungou
- Bourpangou
- Cissa
- Diamdiara
- Diamdoari
- Diankoudoungou
- Diapoadougou
- Diéla
- Dipienga
- Dola
- Doundougou
- Fétary
- Garpiéni
- Gninsonguin
- Gomonsgou
- Guinoama
- Harboungou
- Hartery
- Kabaré
- Karbani
- Kiryomdéni
- Kogodou
- Koguina
- Kolonkomi
- Koulmasga
- Moadéga
- Moaka
- Nagniangou
- Ougarou
- Pantanloana
- Paparcé
- Papayenga-Diambanga
- Piaga
- Pissi
- Pognankanré
- Sabra
- Sagadou
- Saougou
- Sebga
- Sékouantou
- Soultenga
- Tampédou
- Tampiokin
- Tanibiaga
- Thimborgou
- Tiapaga
- Tiguili
- Tindané
- Tobou
- Tobou-Peulh
- Tohogodou
- Yacabé
- Yassoumbaga
- Yougpangou
- Yougpankoudougou